# Lanneuffret
Lanneuffret é uma comuna francesa na região administrativa da Bretanha, no departamento Finisterra. Estende-se por uma área de 2,21 km². Em 2010 a comuna tinha 154 habitantes (densidade: 69,7 hab./km²).